# Cool (geslacht)
Cool is een geslacht dat kunstschilders en een minister voortbracht.

## Geschiedenis
De stamreeks begint met Geert Jans Cool, geboren omstreeks 1725 wiens vrouw Jantje in 1796 in Appingedam overleed. Zijn zoon Wolther (1751-1826), koopman, vestigde zich in Groningen. Diens zoon Gerrit (1775-1856) vestigde zich met zijn vrouw Imkje Menalda (-1848) in Amsterdam.
Het geslacht werd in 1927 opgenomen in het Nederland's Patriciaat.

## Enkele telgen
Gerrit Cool (1775-1856)
- Thomas Cool (1800-1870), houtkoper te Amsterdam
  - Gerrit Cool (1825-1896), steenhouwer en handelaar in marmer
    - Thomas Cool (1851-1904), kunstschilder
      - Gerardina Cool (1884-1911), tekenaar, schilder, lithograaf
      - Catharina Alida Cool (1887-1944), tuinarchitecte en schrijfster
- Wouter Cool (1802-1879), hoofdambtenaar; trouwde in 1826 met Jikke de Vries Koopmans (1803-1844) en in 1846 als weduwnaar met Maria van Coppenaal (1805-1877), weduwe van Pieter Craandijk en moeder van ds. Jacobus Craandijk (1834-1912)
  - Thomas Simon Cool (1831-1870), kunstschilder
  - Emma Johanna Henriette Cool (1837-1914); trouwde in 1861 met Martinus Nijhoff (1826-1894), boekhandelaar, uitgever en bibliograaf
  - Wouter Cool (1848-1928), minister van Oorlog
    - Wouter Cool jr. (1877-1947), civiel ingenieur en technisch journalist
- Simon Cool (1804-1864), lid van de gemeenteraad van Amsterdam, lid van de Tweede Kamer der Staten-Generaal
  - Debora Elisabeth Cool (1844-1932), schrijfster van Rika. Een novelle (1876) en Een idealist (1881)
- ds. Pieter Cool (1807-1891), doopsgezind predikant, letterkundige
  - ds. Gerrit Cool (1840-1902), doopsgezind predikant
    - Catharina Cool (1874-1928), mycoloog

Geslachten die opgenomen zijn in het sinds 1910 verschijnende genealogische naslagwerk Nederland's Patriciaat. Lijst volgens opgave van het CBG Centrum voor familiegeschiedenis.
A · B · C · D · E · F · G · H · I · J · K · L · M · N · O · P · Q · R · S · T · U · V · W · Y · Z